# Dasymaschalon
Dasymaschalon là chi thực vật có hoa trong họ Annonaceae.

## Phân bố
Từ miền nam Trung Quốc đến khu vực nhiệt đới châu Á.

## Các loài
Danh sách loài lấy theo Plants of the World Online:
- Dasymaschalon acuminatum Jing Wang & R.M.K.Saunders, 2009
- Dasymaschalon angustifolium Jing Wang & R.M.K.Saunders, 2009
- Dasymaschalon bachmaensis N.S.Lý, T.H.Lê, Vuong & N.D.Do, 2018 - Mạo quả Bạch Mã.
- Dasymaschalon borneense Nurmawati, 2003
- Dasymaschalon clusiflorum (Merr.) Merr., 1915
- Dasymaschalon dasymaschalum (Blume) I.M.Turner, 2007
- Dasymaschalon echinatum Jing Wang & R.M.K.Saunders, 2009
- Dasymaschalon ellipticum Nurmawati, 2003
- Dasymaschalon evrardii Joves-Ast, 1940 - Mạo quả Evrard.
- Dasymaschalon filipes (Ridl.) Bân, 1975
- Dasymaschalon glaucum Merr. & Chun, 1935
- Dasymaschalon grandiflorum Jing Wang, Chalermglin & R.M.K.Saunders, 2009
- Dasymaschalon hirsutum Nurmawati, 2003
- Dasymaschalon lomentaceum Finet & Gagnep., 1906 - Ngẵng chày, mạo quả có ngấn.
- Dasymaschalon longiflorum (Roxb.) Finet & Gagnep., 1906
- Dasymaschalon longiusculum (Bân) Jing Wang & R.M.K.Saunders, 2012
- Dasymaschalon macrocalyx Finet & Gagnep., 1906 - Dất mèo, mạo quả đài to.
- Dasymaschalon megalanthum (Merr.) Jing Wang & R.M.K.Saunders, 2012
- Dasymaschalon minutiflorum (Nurmawati) Jing Wang & R.M.K.Saunders, 2012
- Dasymaschalon robinsonii Joves-Ast, 1940 - Mạo quả Robinson.
- Dasymaschalon rostratum Merr. & Chun, 1934 - Chuối chác dẻ, mạo quả có mỏ.
- Dasymaschalon sootepense Craib, 1912 - Mạo quả trụ.
- Dasymaschalon tibetense X.L.Hou, 2005
- Dasymaschalon tueanum Bân, 2000 - Mạo quả Đắk Lắk.
- Dasymaschalon wallichii (Hook.f. & Thomson) Jing Wang & R.M.K.Saunders, 2009
- Dasymaschalon yunnanense (Hu) Bân, 1975

## Hình ảnh

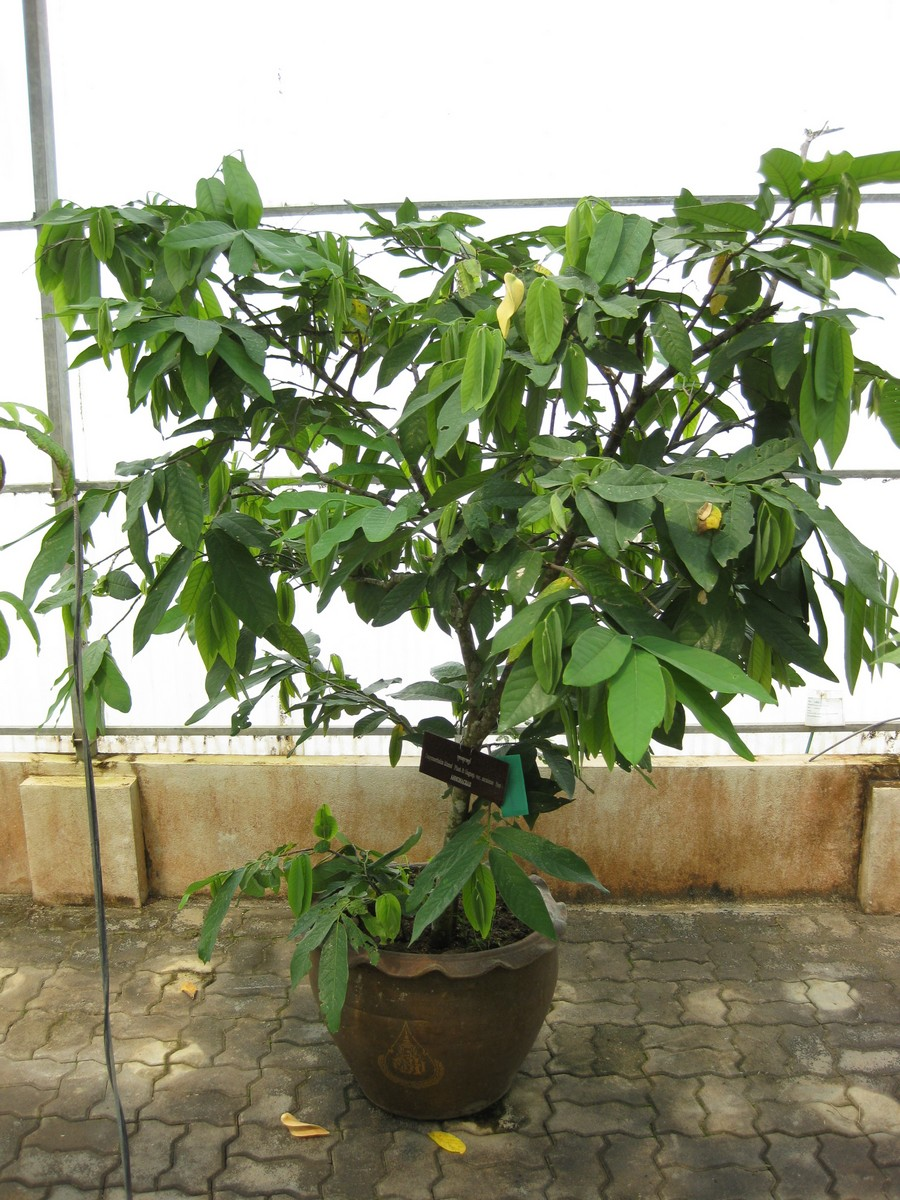
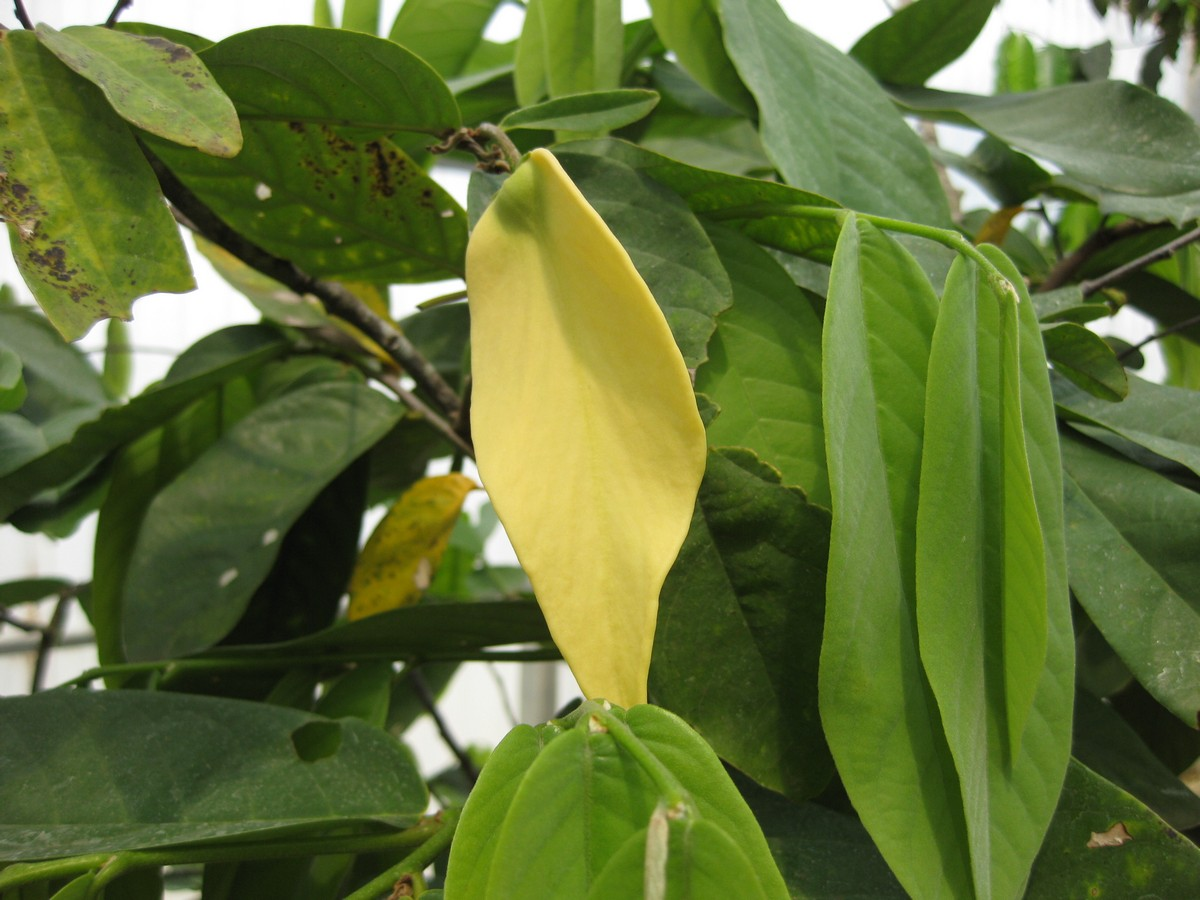
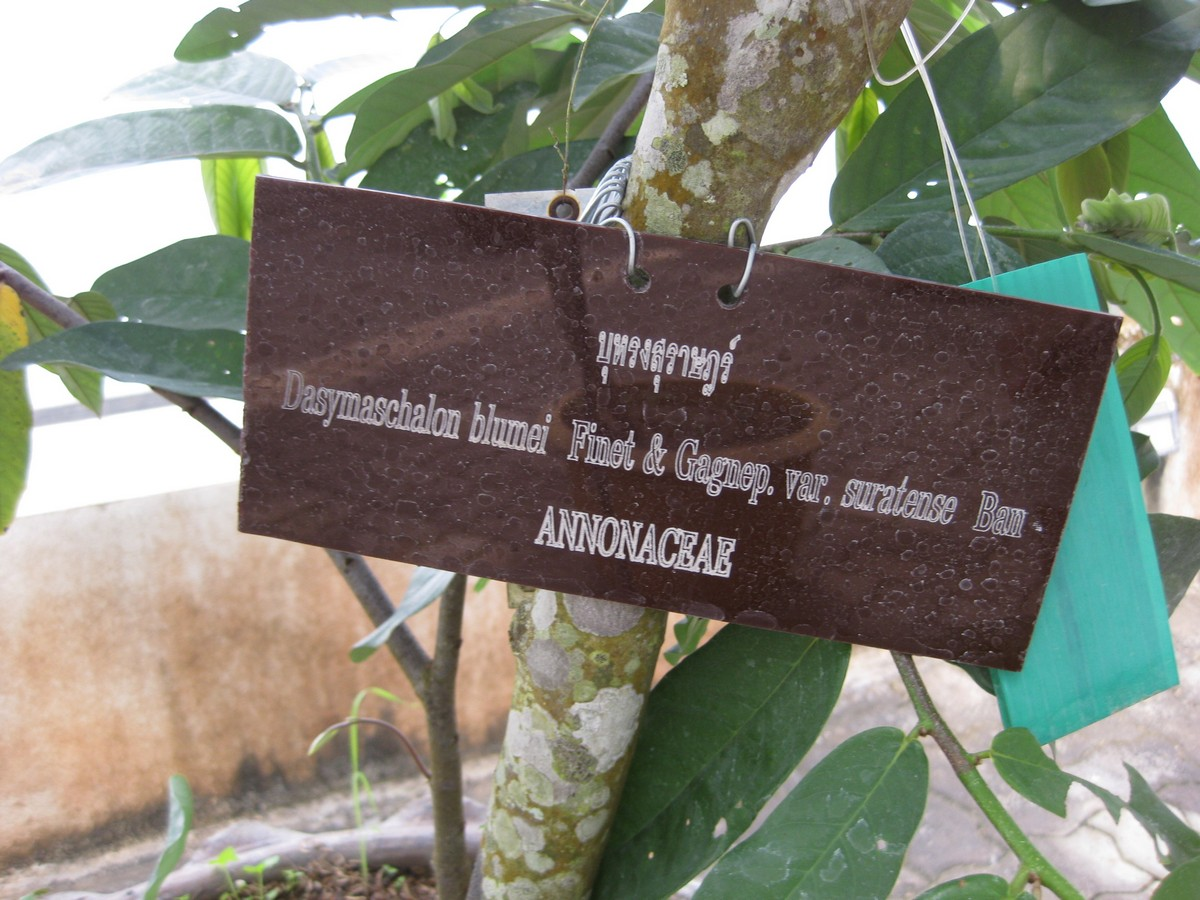